# Pelmatosilpha guianae
Pelmatosilpha guianae är en kackerlacksart som beskrevs av Morgan Hebard 1926. Pelmatosilpha guianae ingår i släktet Pelmatosilpha och familjen storkackerlackor. Inga underarter finns listade i Catalogue of Life.